# Plasa Dej
Plasa Dej (în maghiară Dés járás) a fost o unitate administrativă cuprinzând 61 de sate, cu reședința în orașul Dej. Până în 1921 a făcut parte din Comitatul Solnoc-Dăbâca, devenit în perioada interbelică județul Someș. Plasa Dej a fost desființată odată cu reforma administrativă comunistă din 1950.

## Demografie
La recensământul din 1930 plasa Dej număra 53.007 locuitori, dintre care 43.230 români (81,6%), 6.821 maghiari (12,9%), 1.685 evrei (3,2%). Sub aspect confesional populația era alcătuită din 64,8% greco-catolici, 18,0% ortodocși, 12,0% reformați, 3,2% mozaici, 1,1% romano-catolici ș.a.m.d.

## Materiale documentare

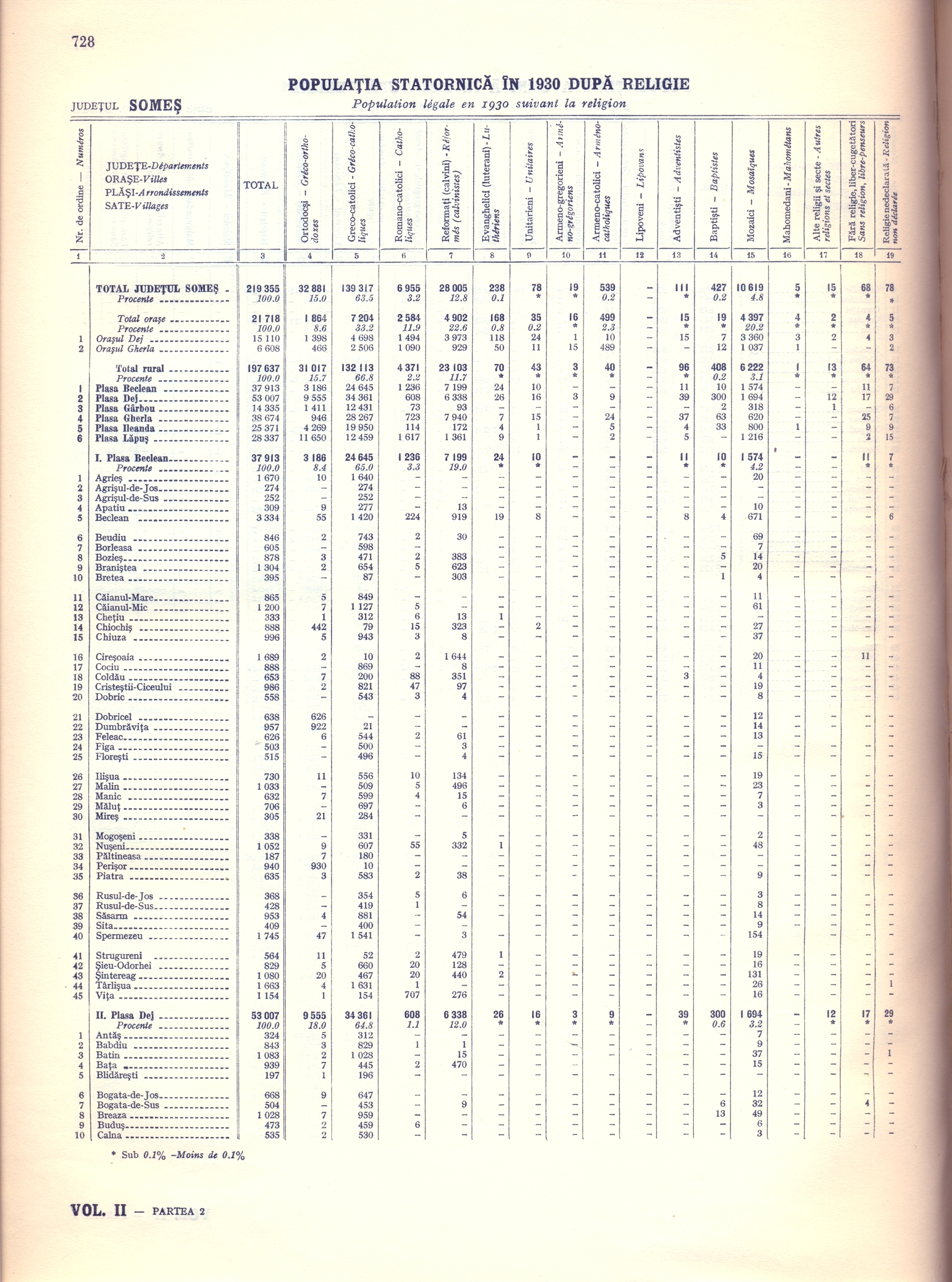
Datele aferente plășii Dej la recensământul din 1930
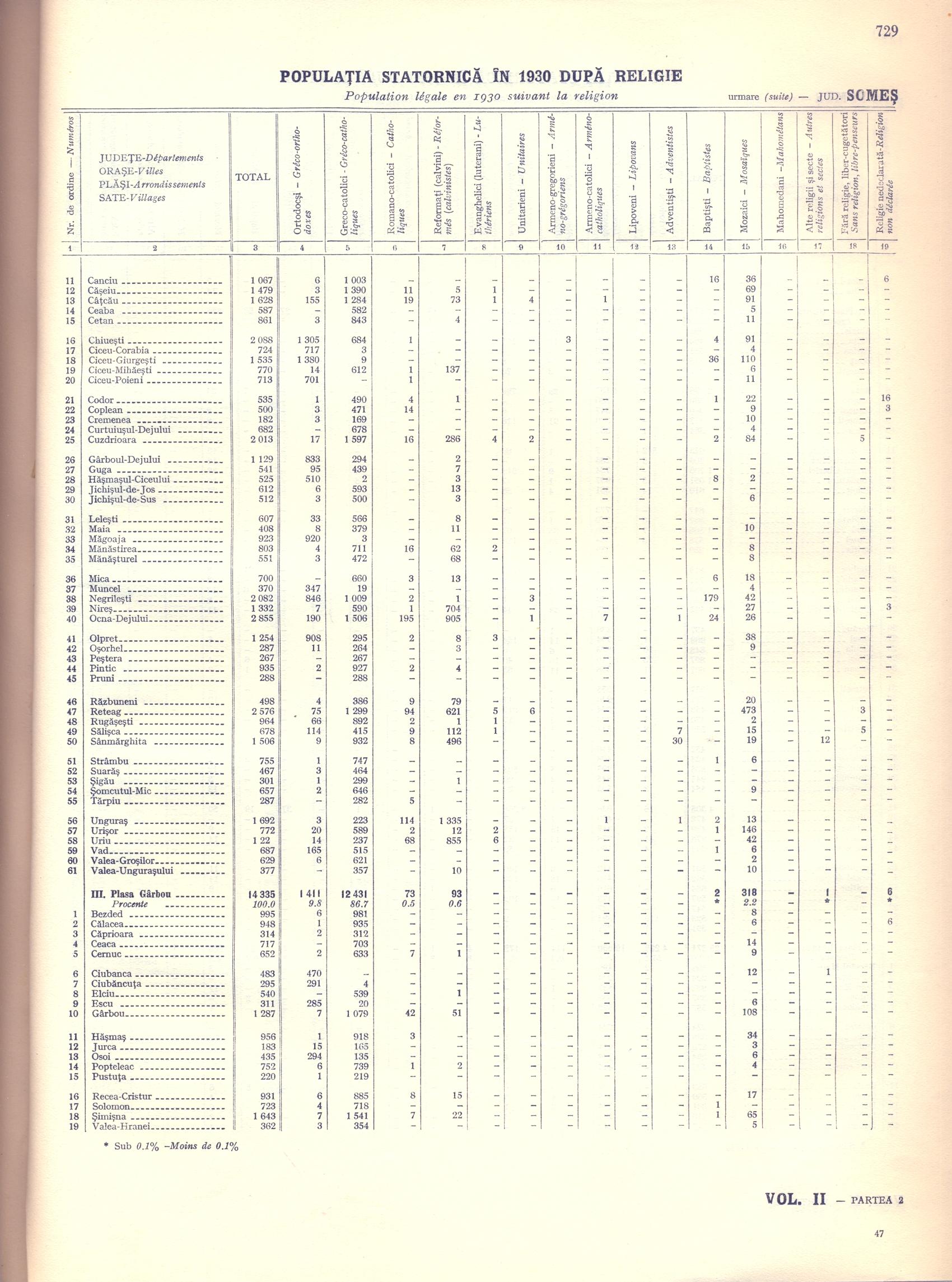
Datele aferente plășii Dej la recensământul din 1930 (continuare)